# Ď
A Ď / ď a d hacsekkal ellátott párja (amely a nagybetűn rendesen is látható). Megtalálható a cseh és szlovák nyelvben. A magyarban gy-vel jelölt [ɟ] hang leírására szolgál.

## Bevitele a számítógépen
| Billentyűzetkiosztás | kisbetű         | nagybetű         |
| -------------------- | --------------- | ---------------- |
| Windows billentyűzet | AltGr+2; D      | AltGr+2; Shift+D |
| Apple billentyűzet   | Alt+Caps Lock+G | Alt+Caps Lock+F  |

### Karakterkódolással
| Karakterkészlet | Kisbetű (ď) | Nagybetű (Ď) |
| --------------- | ----------- | ------------ |
| EBCDIC          | 271         | 270          |
| Bináris EBCDIC  | 100001110   | 100010011    |
| Unicode         | U+010F      | U+010E       |
| HTML/XML        | &dcaron;    | &Dcaron;     |

### Angolul
- EBCDIC-kódok
- Kis- és nagybetűs Unicode-kódok
- Cseh kiejtés
- Szlovák kiejtés